# Trazo de tiza

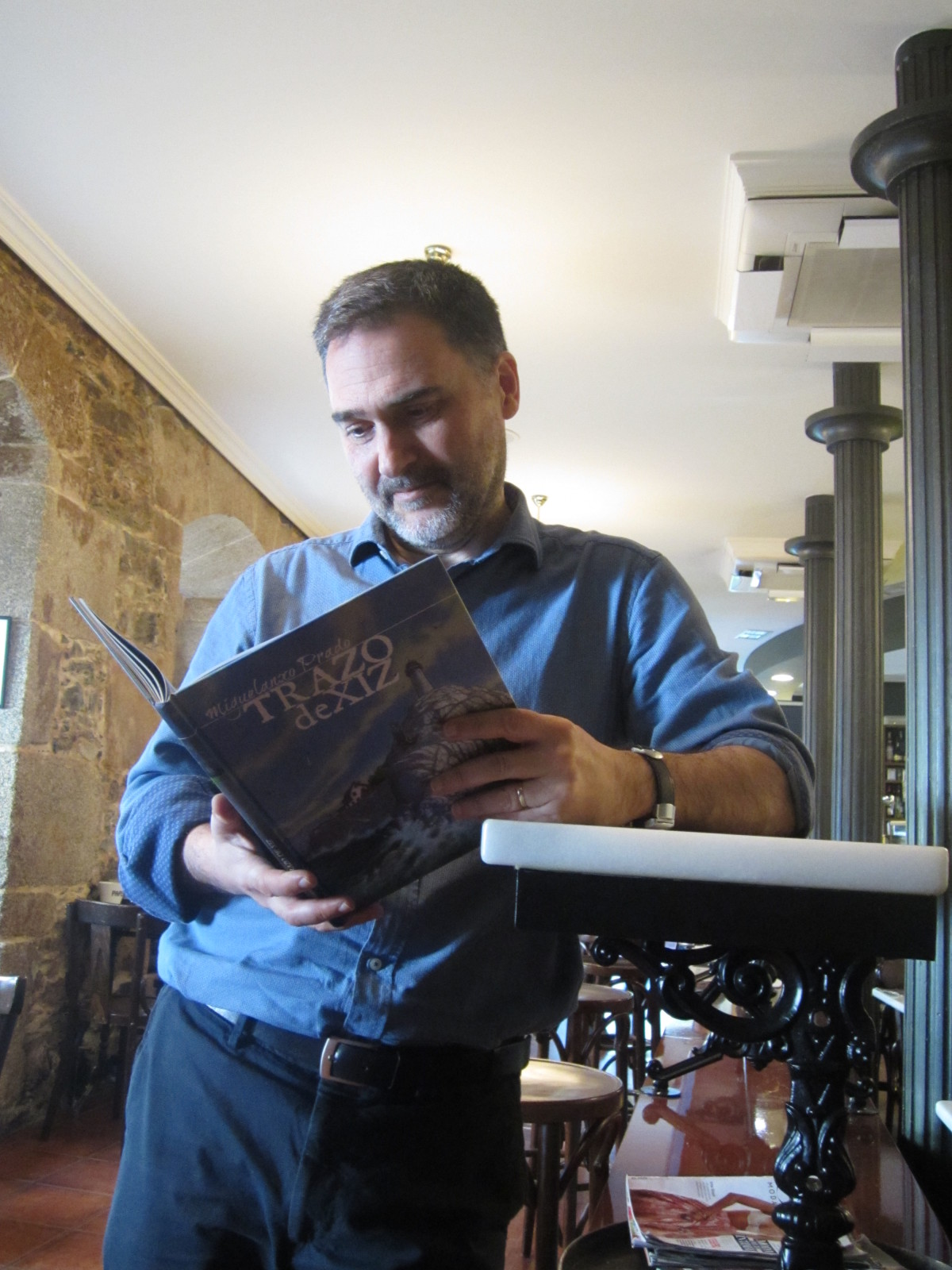
Miguelanxo Prado con un ejemplar de una edición en gallego, durante una entrevista en el 2012.

Trazo de tiza es una historieta serial de Miguelanxo Prado.

## Trayectoria editorial
Fue publicada en 1992 en la revista Cimoc con el nombre de Trazo de Tiza, y en la revista (À Suivre) con el nombre de Trait de craie. Más adelante, en 1993, fue publicada en álbum por Norma Editorial, que publicó en el 2012 una reedición mejorada y con material adicional.
En 1994, Trazo de tiza obtuvo el premio a la mejor obra de autor español en el Salón del Cómic de Barcelona y a la mejor historieta extranjera en la edición de 1994 del Festival de Angulema.[cita requerida]
Trazo de Tiza fue publicada por Glénat en catalán (Traç de Guix) en el 2008, y por El patito en gallego (Trazo de Xiz) en el 2012.

## Argumento
Trazo de tiza es una historia en la que aparentemente nada pasa. Es la historia de un marino que llega a una pequeña isla casi abandonada en la que sólo hay un faro que no funciona y una pensión en la que viven tres personas.